# راه‌آهن برلین–بغداد
راه‌آهن برلین–بغداد یا راه‌آهن بغداد (آلمانی: Bagdadbahn، ترکی استانبولی: Bağdat Demiryolu، عربی: سكة حديد بغداد) خط راه‌آهنی است که در امپراتوری عثمانی از قونیه تا بغداد، در حدود سه چهارم از طول کلی آن به طول ۱۶۰۰ کیلومتر بین سال‌های ۱۹۰۳ تا ۱۹۱۸ ساخته‌شد. آلمانی‌ها در پی ایجاد بندری در خلیج فارس برای ادامهٔ خط راه‌آهن با عبور از ترکیه، سوریه و عراق امروزی بودند. پس از فروپاشی عثمانی در ۱۹۱۸ کمتر از نیمی از خط راه‌آهن در کشور ترکیه باقی ماند. قسمت تکمیل نشده به طول ۴۰۰ کیلومتر در عراق در دههٔ ۱۹۳۰ تکمیل شد و اولین قطار در مسیر استانبول–بغداد در ۱۹۴۰ به حرکت درآمد.
خط آهن حجاز، که از دمشق به جنوب منتهی می‌شود، در همان زمان برنامه‌ریزی و ساخته شده و به عنوان بخشی از پروژهٔ راه‌آهن بغداد به حساب می‌آید.